# Jo Johnson

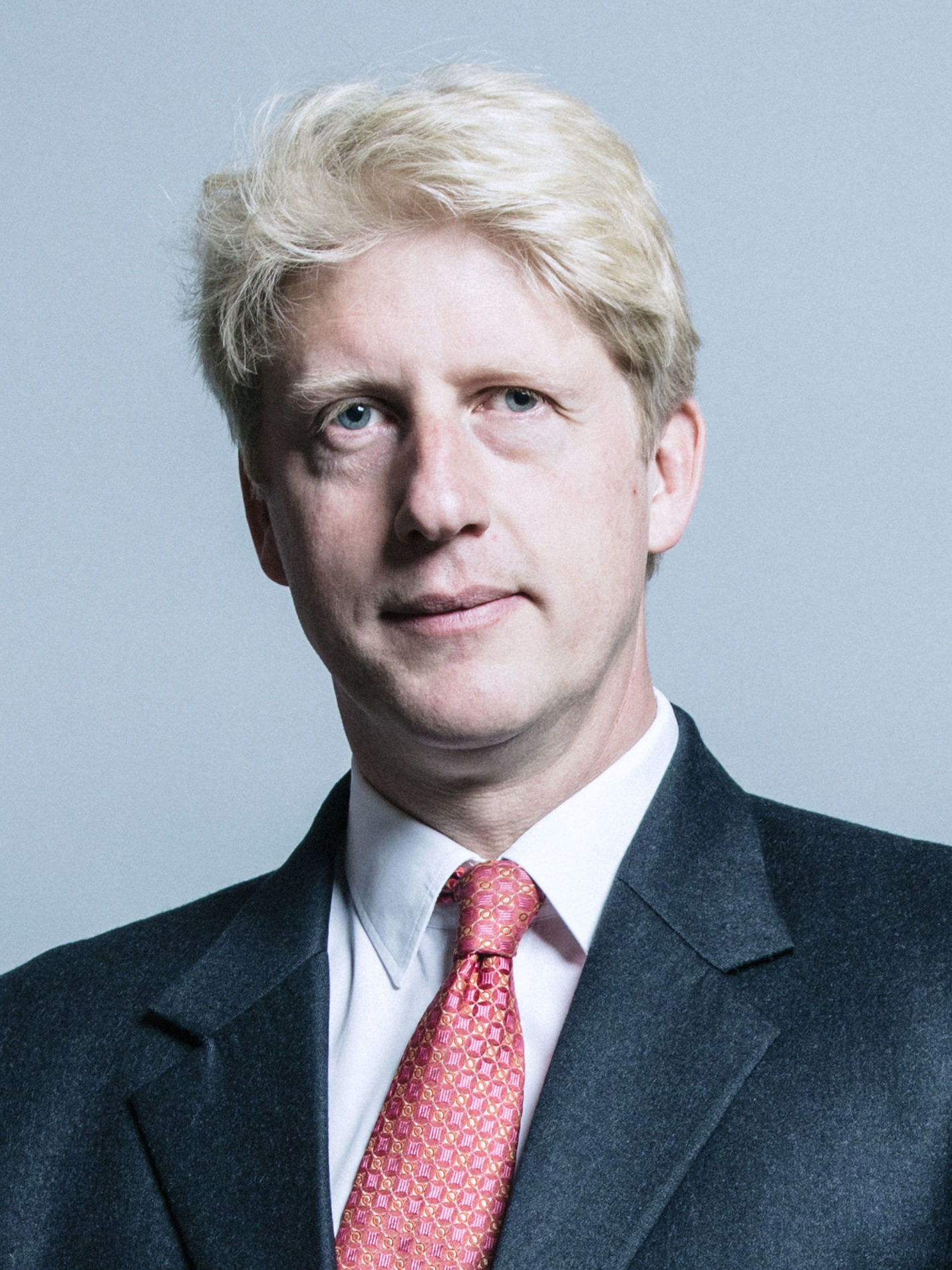
Jo Johnson (2017)

Joseph Edmund „Jo“ Johnson, Baron Johnson of Marylebone (* 23. Dezember 1971 in London, England), ist ein britischer Politiker der Conservative Party.

## Leben
Er besuchte das Eton College und studierte am Balliol College der Universität Oxford und an der Freien Universität Brüssel.
Ab 1995 arbeitete Johnson als Investmentbanker für die Deutsche Bank und ab 1997 als Journalist für die Financial Times.
Vom 6. Mai 2010 bis zum Dezember 2019 war er als Abgeordneter für Orpington in Greater London Mitglied des House of Commons. Er war bereits Mitglied in den Kabinetten von David Cameron und Theresa May und seit dem 24. Juli 2019 Staatsminister für Energie sowie erneut Staatsminister für Universitäten und Wissenschaft im Kabinett seines Bruders Boris Johnson. Am 5. September 2019 kündigte er an, aus dem Kabinett auszuscheiden und nicht mehr als Kandidat zur Wahl zum britischen Unterhaus im Dezember 2019 anzutreten. Er erklärte seinen Schritt damit, dass er sich angesichts der Brexit-Politik „zerrissen fühle zwischen Loyalität zur Familie und nationalem Interesse“. Stattdessen wurde er am 12. Oktober 2020 als Baron Johnson of Marylebone, of Marylebone in the City of Westminster, zum Life Peer erhoben und ist dadurch seither Mitglied des House of Lords.

## Privates
Er lebt zusammen mit seiner Frau Amelia Gentleman, einer Journalistin des Guardian, und ihren beiden gemeinsamen Kindern in London.